# Bolezen dlani, podplatov in ust
Bolezen dlani, podplatov in ust  (tudi bolezen rok, nog in ust) je nalezljiva bolezen, ki jo povzroča koksekivirus tipa A16 (tudi A5 in A10 in enterovirusi) ter se kaže z vročino, ulceroznim izpuščajem (enantemom) ustne sluznice in mehurčkastim izpuščajem (eksantemom) po dlaneh in podplatih. Izpuščaj se včasih pojavi tudi v predelu zadnjice in dimelj. Znaki in simptomi se pojavijo povprečno po treh do šestih dneh po okužbi. Izpuščaj običajno mine samoodsebno v okoli enem tednu. V nekaj primerih so poročali o izgubi nohtov na rokah in nogah pri otrocih nekaj tednov po okužbi, vendar je bila izguba prehodna in nohti so sami izrastli brez posebnega zdravljenja.
Bolezen se prenaša z neposrednim stikom, kapljično, fekalno-oralno in preko okuženih predmetov. V večini primerov bolezen izzveni sama in ne zahteva zdravljenja.

## Znaki in simptomi
Značilni znaki in simptomi bolezni dlani, podplatov in ust so vročina, slabost, bruhanje, utrujenost, splošno slabo počutje, neješčnost in pri dojenčkih in mlajših otrocih razdražljivost. Izpuščaj na koži dlani, podplatov, zadnjice in včasih tudi na ustnicah je v začetku običajno v obliki manjših kožnih vzbrsti v ravni kože s spremenjeno barvo, ki prehajajo v bunčice nad ravnjo kože. Čez čas se lahko pojavijo tudi mehurčki. Pri otrocih je izpuščaj le redko srbeč, pri odraslih bolnikih pa je lahko srbež tudi zelo hud. V predelu okoli nosu in ust se lahko pojavijo boleče razjede in mehurji. Bolezen izzveni praviloma spontano v 7 do 10 dneh.

## Povzročitelj
Bolezen povzročajo virusi iz družine pikornavirusov. Najpogostejši povzročitelj je koksekivirus tipa A16, drugi najpogostejši povzročitelj je enterovirus 71 (EV-71), lahko pa je povzročitelj tudi kateri od drugih sevov koksekivirusov ali enterovirusov.

## Prenašanje
Okužba se prenaša z neposrednim stikom s slino, izločki iz nosu, stika z blatom in posredno ob stiku z okuženimi površinami in predmeti. Otrok je kužen tudi v obdobju inkubacijske dobe, ki traja 4 do 6 dni in v času katere je na videz še zdrav. Zato se okužba zlahka širi.

## Diagnoza
Diagnoza običajno temelji na značilnih bolezenskih znakih in simptomih. V primeru nejasnosti je možno virus dokazati v brisu žrela ali vzorcu blata.

## Preprečevanje
Ukrepi za preprečevanje okužbe zajemajo izogibanje neposrednemu stiku z okuženimi bolniki, ustrezno čiščenje predmetov, razkuževanje površin in ustrezno higieno rok. Za preprečevanje širjenja okužbe je pomembno, da okuženi otroci ne obiskujejo šole oziroma vrtca, dokler nimajo več povišane telesne temperature in so mehurčki suhi. Pomembno pa je tudi dejstvo, da je virus lahko prisoten v blatu tudi nekaj tednov po preboleli bolezni.

### Cepivo
Od decembra 2015 je cepivo na voljo na Kitajskem.

## Zdravljenje
Bolezen dlani, podplatov in ust običajno mine samoodsebno in ne zahteva zdravljenja. Prav tako ne poznamo specifičnega zdravila proti bolezni. Zdravljenje, če je potrebno, temelji na lajšanju simptomov. Bolečine, ki se pojavijo zaradi razjed, uspešno blažijo protibolečinska zdravila, vročino pa lahko pomagajo zniževati protivročinska zdravila in kopanje v mlačni vodi. Običajno bolezen poteka blago in mine v okoli enem tednu.
Manjši delež bolnikov potrebuje zaradi zapletov, kot so meningitis, encefalitis ali akutna ohlapna paraliza, zdravljenje v bolnišnici. Lahko se pojavijo tudi nenevrološki zapleti, kot so miokarditis (vnetje srčne mišice), pljučni edem ali krvavitev v pljuča.

## Zapleti
Zapleti virusne okužbe, ki povzroča bolezen dlani, podplatov in ust, so redke, vendar zahtevajo takojšnjo zdravniško pomoč. Okužba, ki jo povzroči enterovirus 71, je bolj tvegana za pojav nevroloških in srčnih zapletov, vključno s smrtnim izidom. V redkih primerih lahko pride do virusnega ali aseptičnega meningitisa, ki se kaže z vročino, glavobolom, otrdelim vratom in bolečino v predelu hrbta. Običajno je potek blag in meningitis sam izzveni, vendar je lahko potrebna kratkotrajna hospitalizacija. V redkih primerih nastopi encefalitis (vnetje možganov) ali ohlapna ohromelost.
Pri nekaterih otrocih so poročali o izgubi nohtov na rokah in nogah 4 do 8 tednov po okužbi. Povezava med boleznijo dlani, podplatov in ust in izgubo nohtov ni pojasnjena, nohti pa ponovno izrastejo brez zdravljenja.

## Epidemiologija
Bolezen se običajno pojavlja pri otrocih do desetega leta starosti, zbolijo pa lahko tudi odrasli. Izbruhi okužb so manj pogosti pozimi. Pojavlja se po vsem svetu. Pogosto se pojavlja v obliki manjših izbruhov v vrtcih, večji izbruhi pa se pojavljajo od leta 1997 v Aziji.

## Zgodovina
O bolezni so prvič poročali leta 1957 na Novi Zelandiji.